# Dyanne Beekman
Dyanne Beekman (Hilversum, 2 mei 1972) is fashionondernemer en televisiepresentatrice. Voor het grote publiek werd ze bekend met onder andere het televisieprogramma Looking Good op RTL 4 en met De DYANNE collecties. Sind 1996 is zij directeur van Beekman Group, gevestigd in Breukelen, ontstaan uit Beekman Styling, dat Dyanne oprichtte vanuit haar activiteiten als imageconsultant en is uitgegroeid tot een internationaal fashion house. 

## Biografie
Beekman volgde een commerciële modeopleiding waarna ze ging werken als zelfstandig imagostylist voor diverse bekende Nederlanders, waaronder Ilse DeLange, Marco Borsato, Wendy van Dijk en diverse politici. Eerder werkte ze al achter de schermen bij Koffietijd. Sinds 2002 presenteerde ze het modeprogramma Looking Good. In 2007 en 2008 kwam er ook een kledinglijn van haar uit bij C&A. Beekman heeft een relatie met ex-C&A-topman Frans ten Berge. Het koppel heeft drie kinderen.
Programma's 
- Koffietijd! (imago-styliste) (RTL 4)
- Looking Good (RTL 4)
- Mijn Mooiste Dag (SBS6)
- Passion for Fashion (Net5)
- Wat je ziet ben je zelf (RTL 4)
- Look Of Love (RTL 4)